# 笑日韓論
笑日韓論（しょうにっかんろん）とは、2014年7月6日にフォレスト出版から出版された書籍の名称。著者は水野俊平。日韓両国の市井の暮らしを熟知している著者が、親韓でも嫌韓でもない第三局の立ち位置から訴えるという日韓論である。日韓間には様々なばかばかしい俗説があふれているが、それらは日本人は日本に韓国人は韓国にとって耳あたりのよい物を収集しているからであるとのこと。そのような俗説というのは自分の国家観をに堅固にするためにであり、集めれば集めるほど相手国への憎しみや苛立ちを肥大させているとのこと。笑日韓論は意図的に国家を貶めたり持ち上げたりすることなく、日韓間にはびこっている数多くの言説を検証し、個々人は日韓問題をどのように捉え、どのように対処するべきかが述べられている。